# Афонсу II
Афо́нсу II (порт. Afonso II; 23 квітня 1185 — 25 березня 1223) — король Португалії (1211—1223). Представник португальської Бургундської династії. Народився у Коїмбрі, Португалія. Син другого португальського короля Саншу I та арагонської інфанти Дульси. Батько португальських королів Саншу II і Афонсу III. Зійшов на трон після смерті батька, який розділив державу на уділи. У 1211—1216 роках вів міжусобну із сестрами Терезою, Саншою та Мафалдою, борючись за єдність Португалії та централізацію влади. Скликав перші об'єднані кортеси шляхти та духовенства (1211). Вперше в історії країни уклав збірку португальського писемного права (1220). Особисто участі в Реконкісті не брав; доручив війну з маврами приватним загонам португальського лицарства, яке успішно відвойовувало нові поселення у маврів. Наприкінці життя намагався обмежити вплив Церкви, за що був відлучений папою Гонорієм III (1223). Раптово помер у Коїмбрі від ожиріння або прокази. Похований у Коїмбрському монастирі Святого Хреста; через 10 років перепохований у Алкобаському монастирі. Прізвисько — Товсти́й (порт. o Gordo)

## Імена
- Афо́нсу II (порт. Afonso II; стара орфографія — Affonso) — у португальських джерелах.
- Афо́нсу II Бургу́ндський (порт. Afonso II de Borgonha) — за назвою династії.
- Афо́нсу II Португа́льський (порт. Afonso II de Portugal) — за назвою країни.
- Афо́нсу Са́ншеш, або Афо́нсу Са́ншович (порт. Afonso Sanches) — по-батькові.
- Афо́нсу Товсти́й  (порт. Afonso, o Gordo) — за прізвиськом.
- Альфо́нс II (лат. Alphonsus II) — у латинських джерелах.
- Альфо́нсо II (ісп. Alphonso II) — у кастильських, іспанських джерелах.
- Аффо́нсо II (ст.-порт. Affonso II) — у старопортугальських джерелах.

## Біографія

### Міжусобиці
Афонсу ІІ народився 23 квітня 1185 року в Коїмбрі, в родині португальського короля Саншу І з Бургундського дому. Матір'ю новонародженого була арагонська інфанта Дульса, донька барселонського графа Рамона-Беренгера IV з Барселонського дому. Хлопець був старшим сином королівського подружжя, спадкоємцем португальського престолу.
1208 року Афонсу ІІ одружився із кастильською інфантою Урракою, донькою кастильського короля Альфонсо VIII. Вона народила 5 дітей, серед яких двоє стали майбутніми королями Португалії — Саншу II та Афонсу III.
Афонсу ІІ зійшов на королівський трон 26 березня 1211 року після смерті батька Саншу І. На відміну від попередників, які воювали із зовнішніми ворогами, він мусив зосередитися на внутрішній боротьбі з родичами. Причиною цього був заповіт покійного батька, який розподілив землі королівства між Афонсу ІІ та його сестрами-інфантами — Терезою, Саншою та Мафалдою, й надав останнім надмірні привілеї: інфанти титулувалися королевами, не визнавали владу брата, а також утримували замки та землі в центрі країни. На боці португальського короля виступав кастильський король Альфонсо VIII, а на боці інфант — леонський король Альфонсо IX, екс-чоловік Терези. До 1216 року в Португалії тривала жорстока міжусобна війна. Конфлікт вдалося владнати завдяки папі Іннокентію ІІІ: за його посередництва інфанти визнали брата королем-сюзереном в обмін на велику грошову компенсацію, а свої замки передали Ордену тамплієрів.

### Реформи

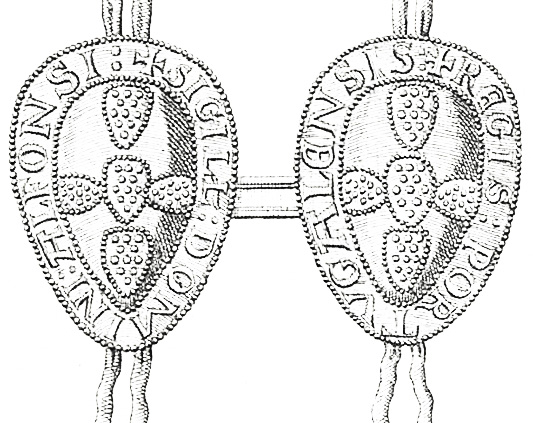
Печатка Афонсу ІІ з гербом Португалії

За правління Афонсу ІІ вперше в Португалії було скликано об'єднані кортеси із представників шляхти і духовенства. Вони пройшли 1211 року в Коїмбрі, тогочасній столиці королівства. Так само, вперше в історії країни, в 1220 році було складено збірник писемного права для королівських намісників. Ці писані закони містили норми, що стосувалися приватної власності, землеволодіння, цивільного права, карбування монети. Метою цих заходів було намагання короля покращити управління та зменшити вплив португальських магнатів, посилених королівськими привілеями від його діда та батька. Король також відправив португальських послів до провідних монарших дворів Європи, з метою встановити з ними дружні торговельні відносини та укріпити державну скарбницю.
Зосередженість Афонсу ІІ на питаннях внутрішнього управління не давала йому можливості вести войовничу політику своїх попередників. Король не воював ні в Галісії, ні в Леоні, ні на мусульманському півдні. Тим не менше, саме за його правління португальські лицарі взяли участь у переможній битві при Навас-де-Толосі в 1212 році, а також захопили ряд мавританських поселень в 1217 році: Алкасер-ду-Сал, Борбу, Вілу-Вісозу, Вейруш та інші. На той час справою Реконкісти займався не стільки особисто Афонсу ІІ, скільки португальські приватні загони, часто під проводом єпископів.
Афонсу ІІ також проводив курс на зменшення привілеїв і доходів Католицької церкви, надані його дідом та батьком для визнання португальської незалежності. Ці кроки призвели до серйозного дипломатичного конфлікту між королем і Святим Престолом, внаслідок якого папа Гонорій III відлучив Афонсу ІІ від Церкви. Король намагався замиритися, обіцяючи визнати свої провини й повернути Церкві частину привілеїв, але передчасно помер 25 березня 1223 року в Коїмбрі, у віці 37-років від ожиріння (за іншими версіями — від прокази). Його тимчасово поховали у Коїмбрському монастирі Святого Христа. Через 10 років, після владнання конфлікту із Церквою завдяки королю Саншу ІІ, тіло покійного перенесли до цистеріанського Алкобаського монастиря згідно з його заповітом. Афонсу ІІ та його дружину Урраку перепоховали у Королівському пантеоні.

## Родина
Дружина: Уррака (1186—1220) — донька Альфонсо VII, короля Кастилії.
Діти:
- Саншу II (1209—1248) — король Португалії (1223—1248).
- Афонсу III (1210—1279) — булонський граф (1235—1248), король Португалії (1248—1279).
- Леонор (1211—1231) — португальська інфанта ∞ Вальдемар III, данський король.
- Фернанду (1217—1246) — сеньор Серпи.
- Вісенте (1219) — португальський інфант, помер у дитинстві.

Один бастард

## У культурі

### Образотворче мистецтво

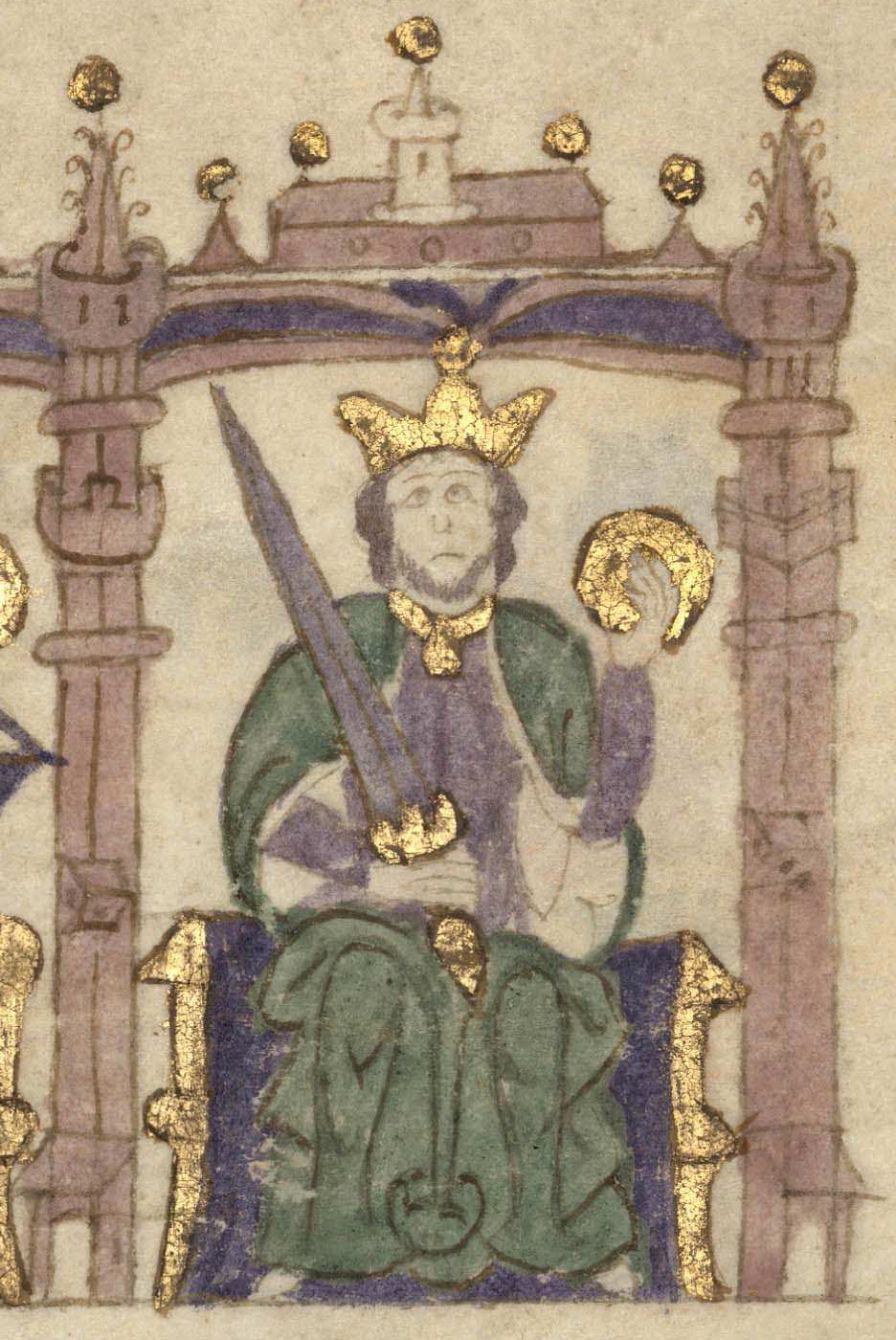
«Compendio de crónicas de reyes...» бл. 1312—1325
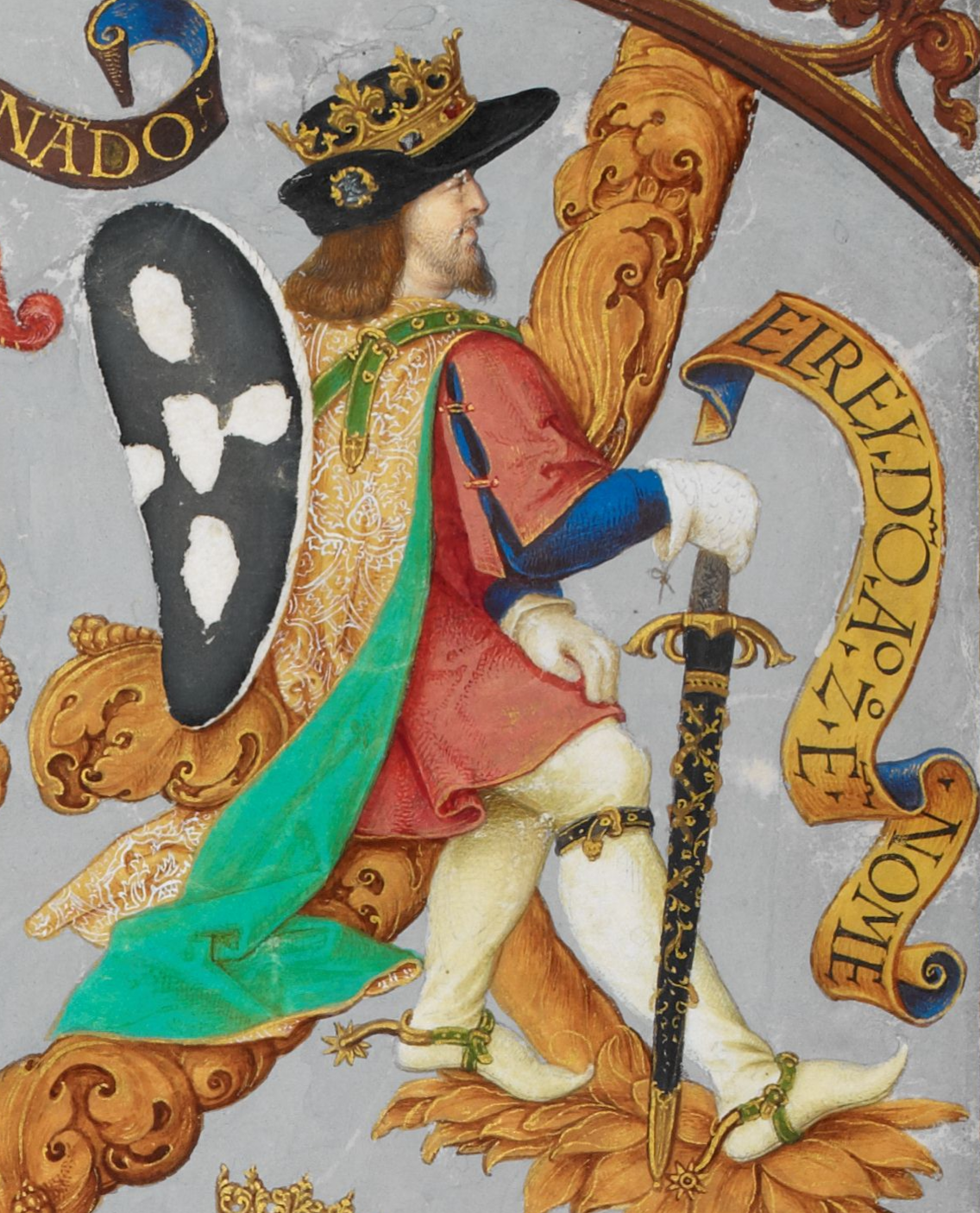
Портрет Афонсу «Генеалогія королів Португалії», 1530—1534
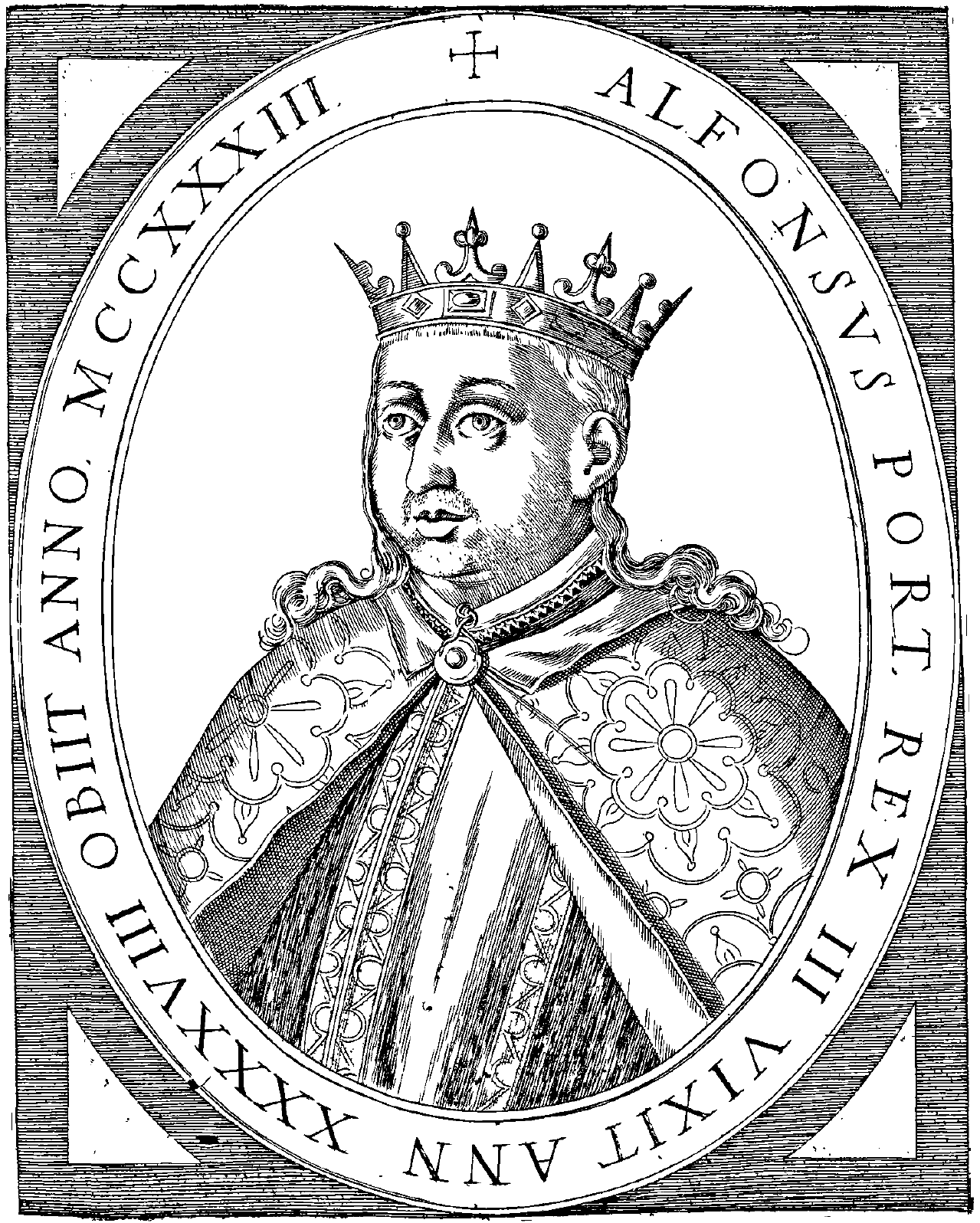
1603
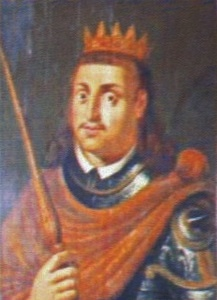
XVIII ст.
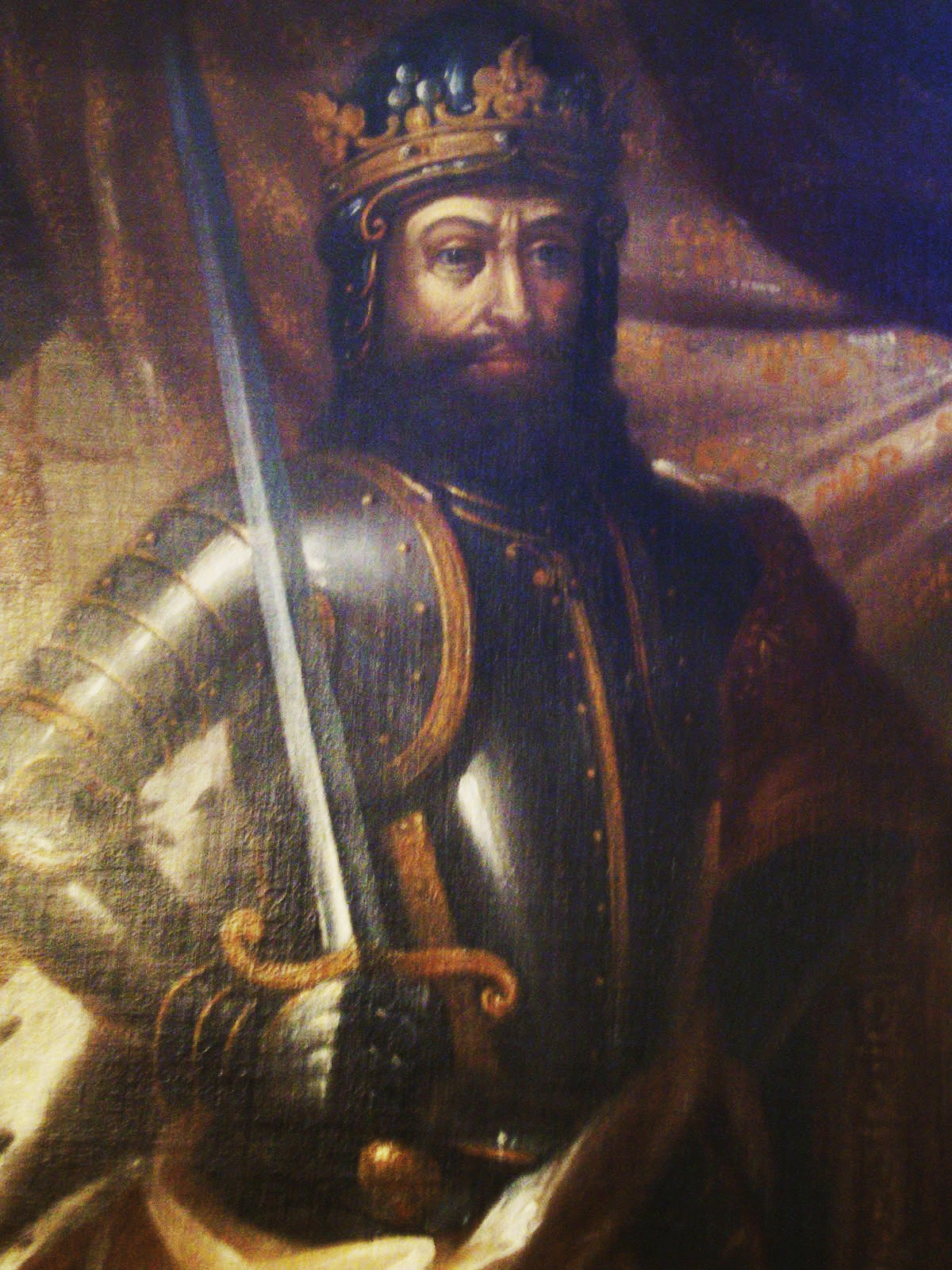
XIX ст.
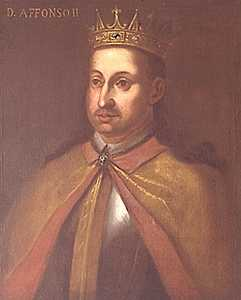
1866—1870
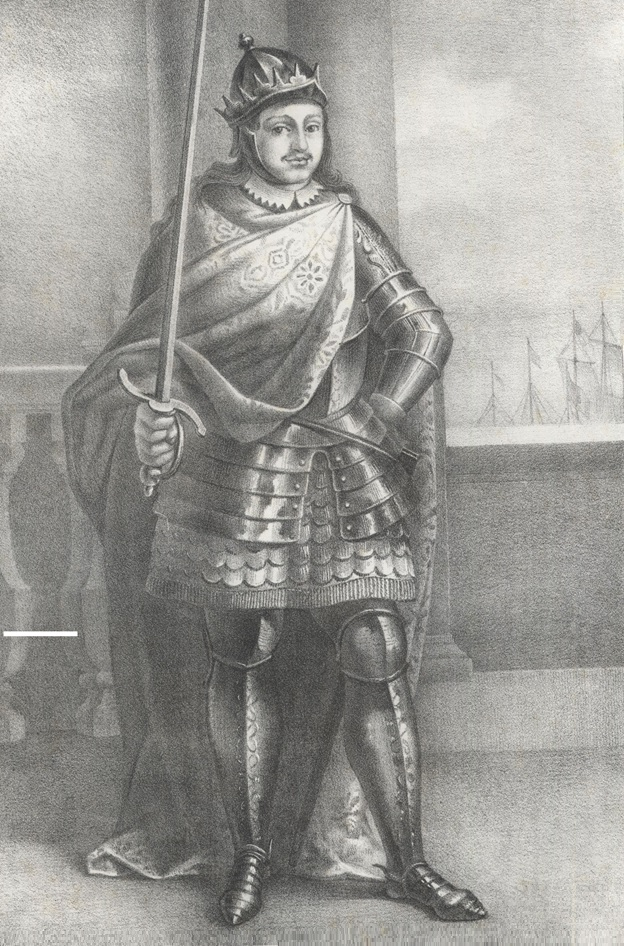